# Maria Rosetti
Maria Rosetti (nume original: Mary Grant, n. 1819, Guernsey – d. 1893) a fost o activistă, jurnalistă și eseistă română de origine scoțiană. Soră a lui Effingham Grant, secretar al consulatului Marii Britanii în București și soție a politicianului C. A. Rosetti, ea a jucat un rol activ în Revoluția de la 1848 din Țara Românească. Ea este de asemenea amintită pentru prietenia de durată cu pictorul Constantin Daniel Rosenthal și cu Pia Brătianu, soția politicianului din Partidul Național Liberal, Ion Brătianu. Soții Rosetti au avut opt copii: Mircea, Ion, Vintilă (jurnalist și scriitor), Horia, Elena-Maria, Toni, Floricel și Libertate Sophia, toți făcându-se remarcați prin activitatea lor în sfera politică. 
Fiică a armatorului Edward Grant, un locuitor al insulei Guernsey, și a soției acestuia, Marie Le Lacheur, Maria aparținea de Biserica Anglicană. Își petrece adolescența în Provence (Franța). Familia Grant, care s-a stabilit ulterior în Plymouth, susținea că se trage din neamul scoțian Grant din Cannon, dar acest aspect nu e cert. A fost vorbitoare și de limba engleza.

## Biografia
În 1837, fratele ei mai mic, Effingham, era numit secretar al lui Robert Gilmour Colquhoun, consul Britanic în Țara Românească; la puțin timp după, Maria a ajuns în București, unde lucra drept guvernantă. Astfel l-a întâlnit pe Rosetti, prieten apropiat al lui Effingham Grant și membru al familiei de boieri Rosetti, care s-a îndrăgostit de ea. Mary Grant era angajată a familiei colonelului Ioan Odobescu, oferind lecții copiilor săi, inclusiv fiului său Alexandru, viitor politician.
Grant s-a căsătorit cu C. A. Rosetti la casa familiei sale din Plymouth, într-o ceremonie anglicană la data de 31 August 1847; cei doi s-au căsătorit din nou în Viena, într-o ceremonie de rit ortodox. La cea din urmă au fost prezenți frații Alexandru și Ștefan Golescu, nașii cuplului și colegi ai lui Rosetti. Conform istoricului Paul Cernovodeanu, Mariei i-a fost greu să se integreze în cercurile boierești, dar „datorită calităților sale înnăscute, prin inteligența și cultura sa, a reușit să reziste și să se impună”.
În timpul Revoluției de la 1848, soțul ei a jucat un rol important în ralierea populația Bucureștiului spre cauzele revoluționare, făcând parte din Guvernul Provizoriu. În ciuda faptului că tocmai dăduse naștere primului său copil, Maria Rosetti s-a implicat în demersurile revoluționare prin a se alătura protestatarilor care cereau recunoașterea Constituției de la Islaz și a noului guvern. Odată cu intrarea trupelor otomane în țară, ce au înăbușit rebeliunea, Rosetti a fost arestat de Otomani și, împreună cu alți actori importanți ai revoluției, transportat cu barca din Giurgiu către Svinita, oraș condus de austrieci, lângă portul dunărean Orșova. Împreună cu pictorul Constantin Daniel Rosenthal și Dimitrie Bolintineanu, Maria a urmărit de la mal bărcile, știind că prizonierii vor fi eliberați în baza unui pașaport. Ea și-a vândut din lucruri pentru a-i putea duce soțului pașaportul în cauză, folosind pretextul copilului nou-născut pentru a-l vedea pe Rosetti. [23] Soții Rosetti s-au îndreptat apoi spre Franța. Rolul Mariei Rosetti în stadiile finale ale Revoluției a fost subliniat de Jules Michelet în eseul Madame Rosetti din 1851 și de soțul ei prin comparația cu Anita, soția insurgentului Italian Giuseppe Garibaldi.  Maria Rosetti a și asistat la cursurile lui Jules Michelet la College de France, fapt care a ajutat-o în activitatea publicistică.
În jurul anului 1850, Rosenthal a terminat una dintre cele mai apreciate picturi ale sale, România Revoluționară. Personificare a națiunii, aceasta o înfățișează pe Maria Rosetti în costum popular românesc, conform cu idealul revoluționar al femeii ca eroină, păstrătoare a tradiției, cu rol nobil, dar pasiv. Artistul a decedat în iulie 1851, după ce încercarea sa de a traversa Țara Românească a fost întreruptă de autoritățile austriece, care l-au torturat până la moarte în orașul sau natal, Budapesta. În 1878, Maria Rosetti a scris un articol în revista sa, Mama și copilul, în cinstea prietenului sau decedat: „[Rosenthal a fost] unul dintre cei mai buni și mai credincioși oameni pe care Dumnezeu i-a creat după chipul său. A murit pentru România, pentru libertățile sale, a murit pentru prietenii săi români. [...] Acest prieten, acest fiu, acest martir din România este un israelit, se numea Daniel Rosenthal".
Viața ziaristei l-a inspirat pe scriitorul Camil Petrescu, care a transformat-o în personaj în romanul „Un om între oameni”.
Maria și C. A. Rosetti au avut opt copii, din care doar patru au supraviețuit până la maturitate: Libertate Sofia (sau Libby, născută în iunie 1848) și trei fii născuți în exil, anume Mircea, Vintilă și Horia. Fratele ei a locuit și el în țară și s-a căsătorit cu Zoe, fiica politicianului Alexandru Racoviță (printre copiii lor aflându-se și pictorul Nicolae Grant). Prin fratele ei, Maria Rosetti era rudă mai pe departe cu medicul Carol Davila și fiul său, scriitorul Alexandru Davila.

## Cariera
În anii 1850, atât înainte, cât și după Tratatul de la Paris din 1856, care i-a permis să se întoarcă în Principatele Dunărene, Maria Rosetti și soțul ei au susținut Partida Națională și Unirea Țării Românești cu Moldova sub Alexandru Ioan Cuza. Ca urmare a adoptării noii legi a învățământului din 1864, Maria Rosetti a înființat în 1865 un internat de fete, asigurându-se astfel că idealurile educaționale vremii au în vedere bunăstarea cât mai multor oameni, indiferent de gen. Maria Rosetti a făcut parte și din Consiliul permanent al Instrucțiunii Publice, fiind responsabilă de buna organizare a unor școli de fete din București și din Iași. Tot în 1866 activa și în „Comitetul pentru ajutorul celor lipsiți de hrană”, ocupându-se de strângeri de fonduri împreună cu figuri precum Alexandrina Ghica și Maria Cantacuzino. Ea a colaborat cu C. A. Rosetti în cadrul mai multor publicații, inclusiv Românul, înainte de a-și publica propria revistă, Mama și copilul, prima dedicată cu precădere femeilor. Având în vedere educarea mamelor cu copii mici și fiind motivată de schimbările sociale aduse de unire, revista a fost publicată doar între anii 1865 și 1866, primele două volume fiind imprimate în doar 2500 de exemplare. Astfel, Rosetti este prima jurnalistă română, înaintea Mariei Flechtenmacher. Maria Rosetti a scris două articole-program, unul intitulat „Către mame”, iar celălalt, „Copii”. Primul articol punea accent pe rolul jucat de femeie în constituirea națiunii, făcându-se apel la identitatea cititoarelor, atât ca mame, cât și ca românce, datoare sa le ofere o educație adecvată copiilor pentru binele colectiv. Astfel, revista oferea atât sfaturi pentru mame, cât și articole educative pentru copii pe teme de istorie și științe.  Scopul revistei, în cuvintele Mariei Rosetti, era următorul: „Eu cred că trebuie sa fie buni (copiii), că trebuie apoi să aibă conștiință de datoria lor către ei înșiși și către ceilalți și să îndeplinească acele datorii și drept ambițiune le-aș dori aceea de a vedea Patria lor astfel, ca pretutindeni și totdeauna să poată ține capul sus zicând: «Sunt român!». A lucra pentru aceasta și a vă ajuta în lucrarea voastră, iată dorința mea, ținta mea publicând acest mic ziar.”
Maria Rosetti a fost implicată ulterior în organizarea evenimentelor caritabile și a ceremoniilor publice: între anii 1866-1867, a strâns fonduri pentru a combate foametea și, în 1871, a organizat serbări în localitatea moldoveană Putna. Prestigiul ei a crescut în mod special după 1875, când C. A. Rosetti a devenit parte a conducerii Partidului Național Liberal. Prin intermediul ziarului Românul, a strâns bani pentru 70 de familii afectate de arestarea unui grup de oameni in Plumbuita. A inițiat și o listă de subscripție în ziarul Apărătorul dreptății în favoarea revoluționarilor polonezi. De asemenea, în 1877, când România își proclama independența și se alătura Imperiului Rus în Războiul Anti-Otoman, Maria Rosetti strângea fonduri pentru a ajuta răniții, punând bazele unor spitale în Craiova și Turnu Măgurele cu sume depășind 110.000 de lei. Ea conducea de asemenea Comitetul femeilor, în care erau angrenate și Elena Cantacuzino, Elena Rifoveanu, Elena Sutu, Maria Bilcescu, Maria Cernat, Maria Falcoianu, Ana Calendero, Adela Felix, Caterina Polihronie, multe fiind și soții de medici. Ele strângeau atât fonduri, cât și donații, organizau loterii cu lucruri personale, toate în mod vădit pentru libertatea țării, făcându-se apel și la solidaritatea proprietarilor de grădini și teatre pentru depozitarea donațiilor. Pentru rolul său activ în sfera acțiunilor caritabile a primit Diploma Societății Naționale a Crucii Roșii din Belgia, devenind membru de onoare.

## Moartea
La moartea ei s-a publicat un necrolog în ziarul liberal Voința Națională, în care aceasta era proclamată una dintre cele mai remarcabile femei ale generației sale. Scrierile sale din 1860 au fost adunate într-un volum în 1893, însoțite de introducerea lui Michelet. O stradă din centrul Bucureștiului, lângă bulevardul Magheru, este numită în onoarea ei – constituie o extensie a străzii C. A. Rosetti. De asemenea, o școală din cartierul Floreasca este numită după Maria Rosetti. Mai multe monografii ale vieții ei au fost publicate în anii regimului comunist. Prin intermediul carierei sale de jurnalistă, a adus contribuții în cadrul luptei de eliberare a femeilor. La 18 februarie 1893, în ziarul Vocea Botoșanilor, contribuția ei era sintetizată astfel: „Ne amintim că ori de câte ori presa era încătușată, d-na Maria Rosetti, sub forma unor ziare prin care se adresa copiilor, mamelor, familiilor, întreținea neatins focul patriotismului și conducea ea mai departe lupta; ceea ce nu era permis soțului, soția scria sub alte forme și reproducea fidel gândirea luptătorilor de la 1848”.

## Galerie

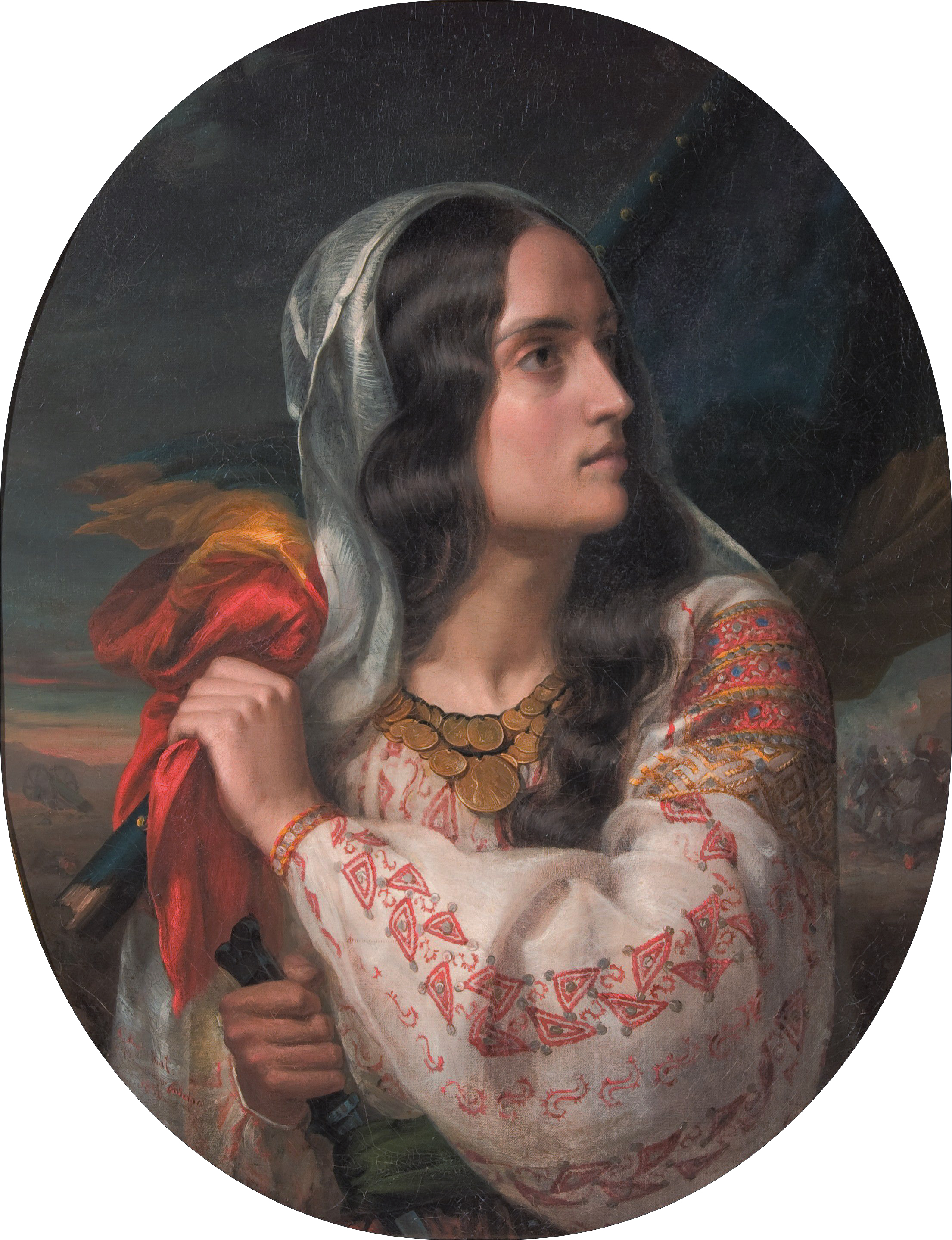
România revoluționară, tablou de Constantin Daniel Rosenthal, în care apare înfățișată Maria Rosetti
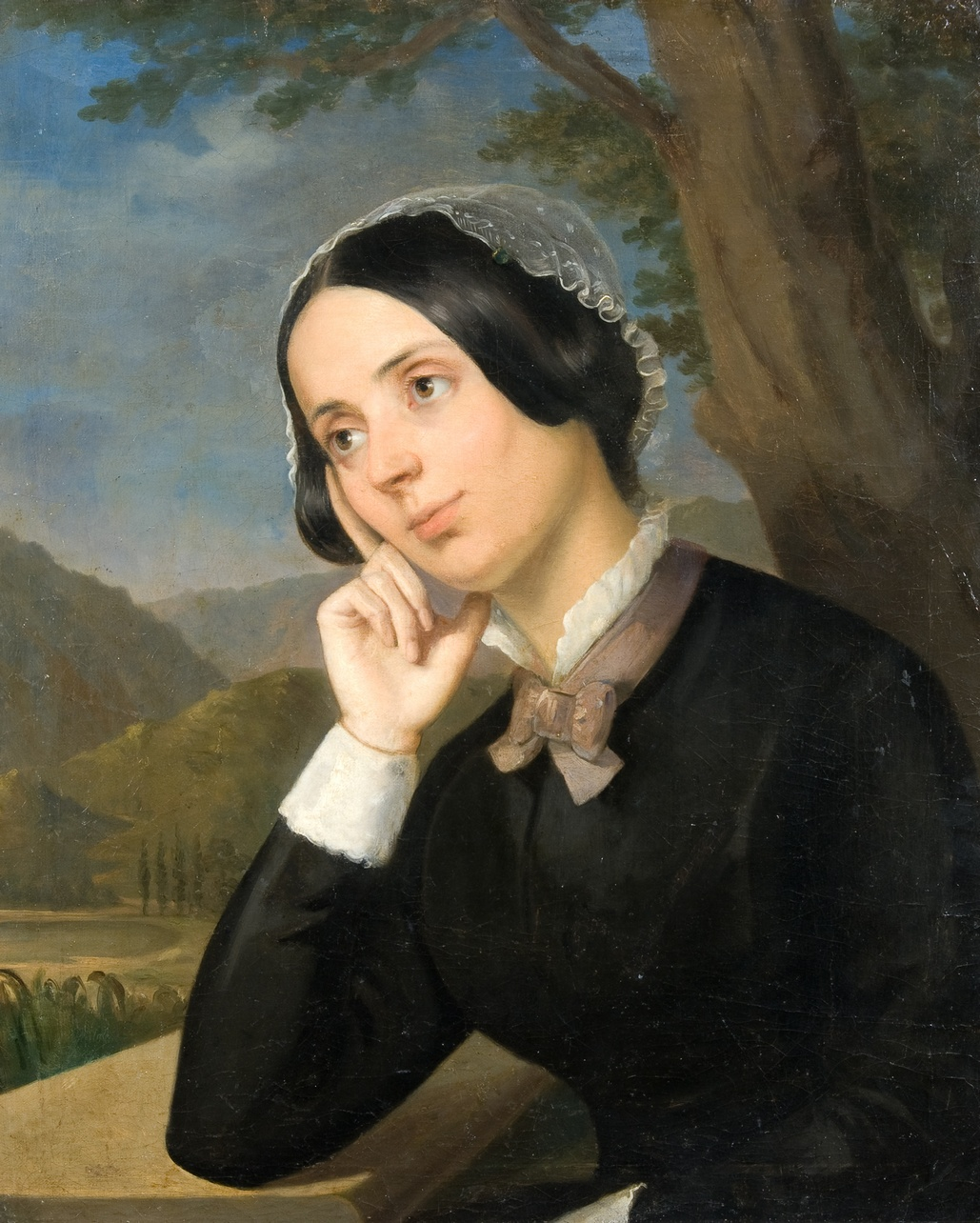
Portretul Mariei Rosetti de Constantin Daniel Rosenthal
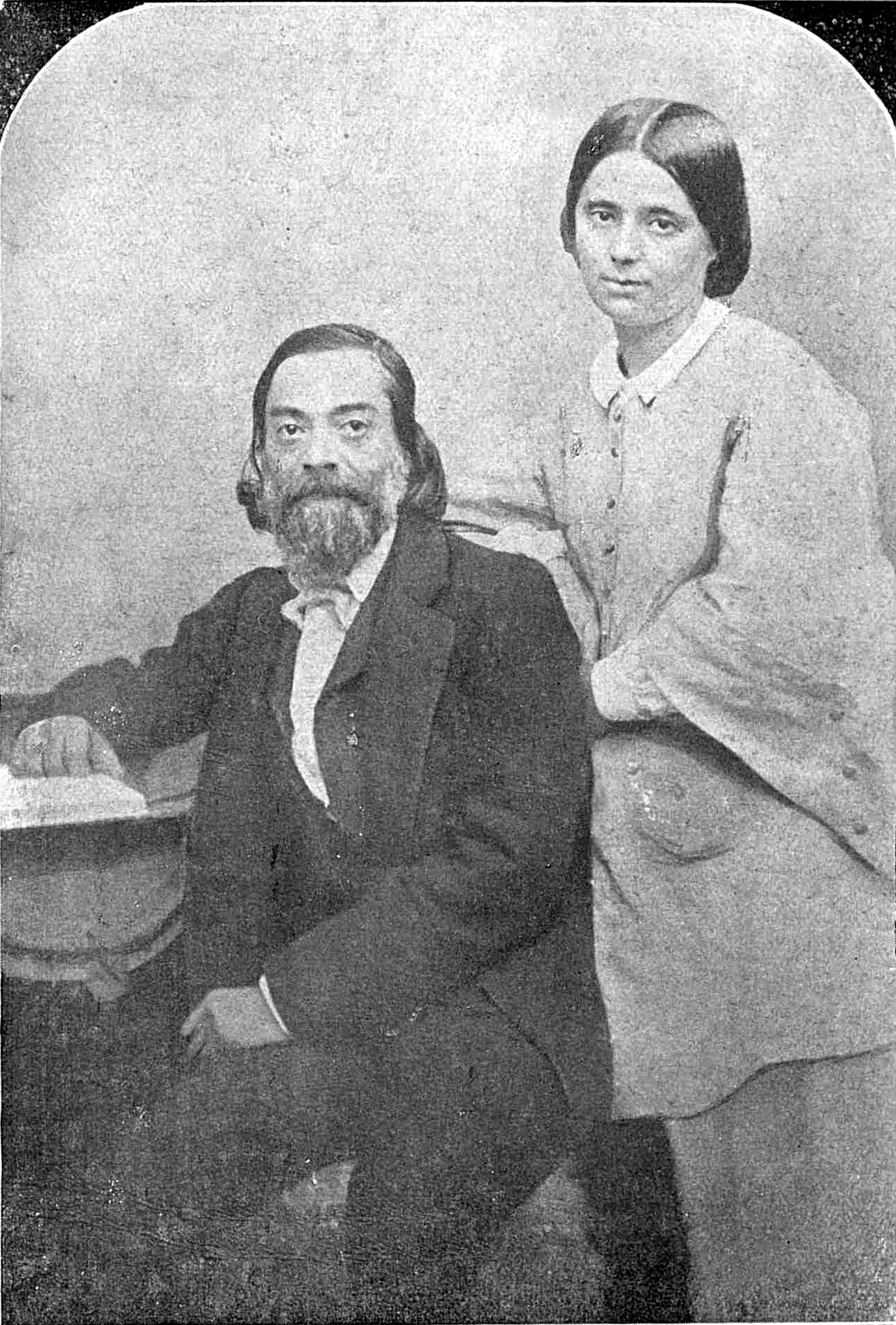
C. A. Rosetti și Maria Rosetti în exil